# Lunglei
Lunglei (o Lungleh) è una suddivisione dell'India, classificata come census town, di 47.355 abitanti, capoluogo del distretto di Lunglei, nello stato federato del Mizoram. In base al numero di abitanti la città rientra nella classe III (da 20.000 a 49.999 persone).

## Geografia fisica
La città è situata a 22° 52' 60 N e 92° 43' 60 E e ha un'altitudine di 721 m s.l.m..

## Società

### Evoluzione demografica
Al censimento del 2001 la popolazione di Lunglei assommava a 47.355 persone, delle quali 24.579 maschi e 22.776 femmine. I bambini di età inferiore o uguale ai sei anni assommavano a 6.730, dei quali 3.411 maschi e 3.319 femmine. Infine, coloro che erano in grado di saper almeno leggere e scrivere erano 39.669, dei quali 20.654 maschi e 19.015 femmine..